# Akiwa Gowrin
Akiwa Gowrin (hebr.:  עקיבא גוברין, ang.: Akiva Govrin, ur. 12 sierpnia 1902 na Podolu, zm. 26 czerwca 1980) – izraelski polityk, w latach 1949–1969 poseł do Knesetu z listy Mapai.
W pierwszych wyborach parlamentarnych w 1949 po raz pierwszy dostał się do izraelskiego parlamentu. Zasiadał w Knesetach I, II, III, IV, V i VI kadencji.